# Verein für Bewegungsspiele Stuttgart 1893 2014-2015
Questa pagina raccoglie i dati riguardanti il Verein für Bewegungsspiele Stuttgart 1893 nelle competizioni ufficiali della stagione 2014-2015.

## Stagione
Nella stagione 2014-2015 lo Stoccarda, allenato da Huub Stevens, concluse il campionato di Bundesliga al 14º posto. In coppa di Germania i Roten furono eliminati al primo turno dal Bochum.

## Rosa
| N. |                                 | Ruolo | Calciatore           |
| -- | ------------------------------- | ----- | -------------------- |
| 1  | Germania (bandiera)             | P     | Sven Ulreich         |
| 2  | Giappone (bandiera)             | D     | Gōtoku Sakai         |
| 3  | Germania (bandiera)             | D     | Daniel Schwaab       |
| 5  | Tunisia (bandiera)              | D     | Karim Haggui         |
| 6  | Germania (bandiera)             | D     | Georg Niedermeier    |
| 7  | Austria (bandiera)              | A     | Martin Harnik        |
| 8  | Germania (bandiera)             | C     | Moritz Leitner       |
| 9  | Bosnia ed Erzegovina (bandiera) | A     | Vedad Ibišević       |
| 10 | Germania (bandiera)             | C     | Daniel Didavi        |
| 11 | Ecuador (bandiera)              | C     | Carlos Gruezo        |
| 13 | Spagna (bandiera)               | C     | Oriol Romeu          |
| 16 | Austria (bandiera)              | D     | Florian Klein        |
| 17 | Germania (bandiera)             | P     | Odisseas Vlachodimos |
| 18 | Serbia (bandiera)               | C     | Filip Kostić         |

| N. |                           | Ruolo | Calciatore          |
| -- | ------------------------- | ----- | ------------------- |
| 19 | Germania (bandiera)       | A     | Timo Werner         |
| 20 | Germania (bandiera)       | C     | Christian Gentner   |
| 21 | Rep. Ceca (bandiera)      | C     | Adam Hloušek        |
| 22 | Germania (bandiera)       | P     | Thorsten Kirschbaum |
| 23 | Turchia (bandiera)        | C     | Sercan Sararer      |
| 24 | Germania (bandiera)       | D     | Antonio Rüdiger     |
| 25 | Norvegia (bandiera)       | A     | Mohammed Abdellaoue |
| 26 | Costa d'Avorio (bandiera) | C     | Serey Die           |
| 27 | Germania (bandiera)       | D     | Tim Leibold         |
| 32 | Germania (bandiera)       | D     | Timo Baumgartl      |
| 33 | Germania (bandiera)       | A     | Daniel Ginczek      |
| 34 | Germania (bandiera)       | D     | Konstantin Rausch   |
| 39 | Germania (bandiera)       | C     | Robin Yalçın        |
| 44 | Romania (bandiera)        | C     | Alexandru Maxim     |

## Organigramma societario
Area tecnica
- Allenatore: Huub Stevens
- Allenatore in seconda: Marcus Fregin, Adrie Koster, Armin Reutershahn
- Preparatore dei portieri: Andreas Menger
- Preparatori atletici: Matthias Hahn, Frank Haile, Manuel Roth, Gerhard Wörn

## Risultati

### Bundesliga

#### Girone di andata
| Arbitro: | Dingert |

|            |           |           |
| Kramer 90’ | Marcatori | 51’ Maxim |

| Arbitro: | Brych |

|  |           |                    |
|  | Marcatori | 22’ Ōsako 33’ Ujah |

| Arbitro: | Kinhöfer |

|                      |           |  |
| Götze 27’ Ribéry 85’ | Marcatori |  |

| Arbitro: | Sippel |

|  |           |                             |
|  | Marcatori | 15’ Modeste 84’ Elyounoussi |

| Arbitro: | Gräfe |

|                             |           |                 |
| Aubameyang 73’ Immobile 86’ | Marcatori | 48’, 68’ Didavi |

| Arbitro: | Perl |

|             |           |  |
| Schwaab 69’ | Marcatori |  |

| Arbitro: | Aytekin |

|                                   |           |                              |
| Kalou 22’ (rig.), 63’ Beerens 74’ | Marcatori | 5’ Leitner 83’ (aut.) Wagner |

| Arbitro: | Zwayer |

|                                 |           |                          |
| Werner 57’ Klein 67’ Harnik 76’ | Marcatori | 4’, 9’ Son 41’ Bellarabi |

| Arbitro: | Dingert |

|                                       |           |                                             |
| Madlung 21’, 65’ Meier 57’ Aigner 61’ | Marcatori | 34’, 36’ Harnik 51’, 84’ Gentner 81’ Werner |

| Arbitro: | Dankert |

|  |           |                                           |
|  | Marcatori | 15’, 88’ Perišić 45’ Knoche 48’ De Bruyne |

| Arbitro: | Winkmann |

|                       |           |  |
| Prödl 30’ Bartels 57’ | Marcatori |  |

| Arbitro: | Kinhöfer |

|  |           |                     |
|  | Marcatori | 72’ (rig.) Verhaegh |

| Arbitro: | Gräfe |

|            |           |                                       |
| Darida 42’ | Marcatori | 31’, 76’ Harnik 52’ Gruezo 68’ Werner |

| Arbitro: | Meyer |

|  |           |                                      |
|  | Marcatori | 1’, 21’, 61’ Choupo-Moting 10’ Meyer |

| Arbitro: | Dankert |

|          |           |            |
| Geis 36’ | Marcatori | 72’ Kostić |

| Arbitro: | Brych |

|  |           |           |
|  | Marcatori | 42’ Klein |

| Stoccarda 20 dicembre 2014, ore 15:30 CET 17ª giornata | Stoccarda | 0 – 0 referto | Paderborn | Mercedes-Benz Arena (55 000 spett.)\| Arbitro: \| Stieler \| |
| Arbitro:                                               | Stieler   |               |           |                                                              |

#### Girone di ritorno
| Arbitro: | Dingert |

|  |           |              |
|  | Marcatori | 71’ Herrmann |

| Colonia 4 febbraio 2015, ore 20:00 CET 19ª giornata | Colonia | 0 – 0 referto | Stoccarda | RheinEnergieStadion (48 400 spett.)\| Arbitro: \| Stieler \| |
| Arbitro:                                            | Stieler |               |           |                                                              |

| Arbitro: | Meyer |

|  |           |                      |
|  | Marcatori | 41’ Robben 50’ Alaba |

| Arbitro: | Welz |

|                      |           |           |
| Firmino 30’ Rudy 90’ | Marcatori | 39’ Sakai |

| Arbitro: | Aytekin |

|                                  |           |                                      |
| Klein 32’ (rig.) Niedermeier 90’ | Marcatori | 25’ Aubameyang 39’ Gündoğan 89’ Reus |

| Arbitro: | Stark |

|            |           |             |
| Stindl 70’ | Marcatori | 52’ Gentner |

| Stoccarda 6 marzo 2015, ore 20:30 CET 24ª giornata | Stoccarda | 0 – 0 referto | Hertha Berlino | Mercedes-Benz Arena (45 420 spett.)\| Arbitro: \| Brych \| |
| Arbitro:                                           | Brych     |               |                |                                                            |

| Arbitro: | Stieler |

|                                          |           |  |
| Wendell 32’ Drmić 36’, 59’ Bellarabi 50’ | Marcatori |  |

| Arbitro: | Drees |

|                            |           |               |
| Ginczek 63’, 66’ Maxim 80’ | Marcatori | 51’ Seferović |

| Arbitro: | Welz |

|                                        |           |            |
| Rodríguez 41’ (rig.), 65’ Schürrle 76’ | Marcatori | 44’ Harnik |

| Arbitro: | Perl |

|                              |           |                           |
| Gentner 15’ Ginczek 70’, 90’ | Marcatori | 50’ Selke 86’ Vestergaard |

| Arbitro: | Kinhöfer |

|                         |           |             |
| Werner 7’ Bobadilla 73’ | Marcatori | 22’ Ginczek |

| Arbitro: | Stark |

|                        |           |                          |
| Ginczek 24’ Harnik 27’ | Marcatori | 58’ (rig.), 85’ Petersen |

| Arbitro: | Zwayer |

|                                    |           |                       |
| Huntelaar 9’, 78’ Klein 89’ (aut.) | Marcatori | 22’ Harnik 51’ Kostić |

| Arbitro: | Weiner |

|                       |           |  |
| Didavi 66’ Kostić 78’ | Marcatori |  |

| Arbitro: | Gräfe |

|                        |           |           |
| Gentner 27’ Harnik 35’ | Marcatori | 12’ Kačar |

| Arbitro: | Aytekin |

|              |           |                        |
| Vucinovic 4’ | Marcatori | 36’ Didavi 72’ Ginczek |

### Coppa di Germania
| Arbitro: | Stark |

|                 |           |  |
| Terodde 9’, 48’ | Marcatori |  |

## Statistiche

### Statistiche di squadra
| Competizione      | Punti | In casa | In casa | In casa | In casa | In casa | In casa | In trasferta | In trasferta | In trasferta | In trasferta | In trasferta | In trasferta | Totale | Totale | Totale | Totale | Totale | Totale | DR  |
| Competizione      | Punti | G       | V       | N       | P       | Gf      | Gs      | G            | V            | N            | P            | Gf           | Gs           | G      | V      | N      | P      | Gf     | Gs     | DR  |
| ----------------- | ----- | ------- | ------- | ------- | ------- | ------- | ------- | ------------ | ------------ | ------------ | ------------ | ------------ | ------------ | ------ | ------ | ------ | ------ | ------ | ------ | --- |
| Bundesliga        | 36    | 17      | 5       | 4       | 8       | 18      | 28      | 17           | 4            | 5            | 8            | 24           | 32           | 34     | 9      | 9      | 16     | 42     | 60     | -18 |
| Coppa di Germania | -     | 0       | 0       | 0       | 0       | 0       | 0       | 1            | 0            | 0            | 1            | 0            | 2            | 1      | 0      | 0      | 1      | 0      | 2      | -2  |
| Totale            | -     | 17      | 5       | 4       | 8       | 18      | 28      | 18           | 4            | 5            | 9            | 24           | 34           | 35     | 9      | 9      | 17     | 42     | 62     | -20 |

### Andamento in campionato
| Giornata  | 1  | 2  | 3  | 4  | 5  | 6  | 7  | 8  | 9  | 10 | 11 | 12 | 13 | 14 | 15 | 16 | 17 | 18 | 19 | 20 | 21 | 22 | 23 | 24 | 25 | 26 | 27 | 28 | 29 | 30 | 31 | 32 | 33 | 34 |
| --------- | -- | -- | -- | -- | -- | -- | -- | -- | -- | -- | -- | -- | -- | -- | -- | -- | -- | -- | -- | -- | -- | -- | -- | -- | -- | -- | -- | -- | -- | -- | -- | -- | -- | -- |
| Luogo     | T  | C  | T  | C  | T  | C  | T  | C  | T  | C  | T  | C  | T  | C  | T  | T  | C  | C  | T  | C  | T  | C  | T  | C  | T  | C  | T  | C  | T  | C  | T  | C  | C  | T  |
| Risultato | N  | P  | P  | P  | N  | V  | P  | N  | V  | P  | P  | P  | V  | P  | N  | V  | N  | P  | N  | P  | P  | P  | N  | N  | P  | V  | P  | V  | P  | N  | P  | V  | V  | V  |
| Posizione | 10 | 16 | 17 | 18 | 17 | 15 | 16 | 15 | 14 | 15 | 18 | 18 | 16 | 18 | 18 | 15 | 15 | 17 | 16 | 18 | 18 | 18 | 18 | 18 | 18 | 18 | 18 | 17 | 17 | 18 | 18 | 18 | 16 | 14 |

Legenda:

Luogo: C = Casa; T = Trasferta. Risultato: V = Vittoria; N = Pareggio; P = Sconfitta.

### Statistiche dei giocatori
| Giocatore      | Bundesliga | Bundesliga | Bundesliga  | Bundesliga | Coppa di Germania | Coppa di Germania | Coppa di Germania | Coppa di Germania | Totale   | Totale | Totale      | Totale     |
| Giocatore      | Presenze   | Reti       | Ammonizioni | Espulsioni | Presenze          | Reti              | Ammonizioni       | Espulsioni        | Presenze | Reti   | Ammonizioni | Espulsioni |
| -------------- | ---------- | ---------- | ----------- | ---------- | ----------------- | ----------------- | ----------------- | ----------------- | -------- | ------ | ----------- | ---------- |
| T. Kirschbaum  | 6          | 0          | 0           | 0          | -                 | -                 | -                 | -                 | 6        | 0      | 0           | 0          |
| S. Ulreich     | 28         | 0          | 0           | 0          | 1                 | 0                 | 0                 | 0                 | 29       | 0      | 0           | 0          |
| O. Vlachodimos | -          | -          | -           | -          | -                 | -                 | -                 | -                 | -        | -      | -           | -          |
| T. Baumgartl   | 20         | 0          | 1           | 0          | -                 | -                 | -                 | -                 | 20       | 0      | 1           | 0          |
| K. Haggui      | -          | -          | -           | -          | -                 | -                 | -                 | -                 | -        | -      | -           | -          |
| A. Hloušek     | 22         | 0          | 4           | 1          | -                 | -                 | -                 | -                 | 22       | 0      | 4           | 1          |
| F. Klein       | 34         | 3          | 2           | 0          | 1                 | 0                 | 0                 | 0                 | 35       | 3      | 2           | 0          |
| T. Leibold     | -          | -          | -           | -          | -                 | -                 | -                 | -                 | -        | -      | -           | -          |
| G. Niedermeier | 22         | 1          | 4           | 1          | -                 | -                 | -                 | -                 | 22       | 1      | 4           | 1          |
| K. Rausch      | 4          | 0          | 0           | 0          | -                 | -                 | -                 | -                 | 4        | 0      | 0           | 0          |
| A. Rüdiger     | 19         | 0          | 2           | 0          | 1                 | 0                 | 0                 | 0                 | 20       | 0      | 2           | 0          |
| G. Sakai       | 18         | 1          | 0           | 0          | 1                 | 0                 | 0                 | 0                 | 19       | 1      | 0           | 0          |
| D. Schwaab     | 31         | 1          | 1           | 1          | 1                 | 0                 | 0                 | 0                 | 32       | 1      | 1           | 1          |
| D. Didavi      | 11         | 4          | 3           | 0          | 1                 | 0                 | 0                 | 0                 | 12       | 4      | 3           | 0          |
| S. Die         | 13         | 0          | 5           | 0          | -                 | -                 | -                 | -                 | 13       | 0      | 5           | 0          |
| C. Gentner     | 33         | 5          | 6           | 0          | 1                 | 0                 | 1                 | 0                 | 34       | 5      | 7           | 0          |
| C. Gruezo      | 8          | 1          | 1           | 0          | -                 | -                 | -                 | -                 | 8        | 1      | 1           | 0          |
| F. Kostić      | 29         | 3          | 5           | 0          | 1                 | 0                 | 0                 | 0                 | 30       | 3      | 5           | 0          |
| M. Leitner     | 19         | 1          | 5           | 0          | 1                 | 0                 | 0                 | 0                 | 20       | 1      | 5           | 0          |
| A. Maxim       | 26         | 2          | 3           | 0          | 1                 | 0                 | 0                 | 0                 | 27       | 2      | 3           | 0          |
| O. Romeu       | 27         | 0          | 7           | 0          | 1                 | 0                 | 1                 | 0                 | 28       | 0      | 8           | 0          |
| S. Sararer     | 7          | 0          | 1           | 0          | -                 | -                 | -                 | -                 | 7        | 0      | 1           | 0          |
| M. Wanitzek    | -          | -          | -           | -          | -                 | -                 | -                 | -                 | -        | -      | -           | -          |
| R. Yalçın      | -          | -          | -           | -          | -                 | -                 | -                 | -                 | -        | -      | -           | -          |
| M. Abdellaoue  | -          | -          | -           | -          | -                 | -                 | -                 | -                 | -        | -      | -           | -          |
| D. Ginczek     | 18         | 7          | 3           | 0          | -                 | -                 | -                 | -                 | 18       | 7      | 3           | 0          |
| M. Harnik      | 28         | 9          | 1           | 2          | 1                 | 0                 | 0                 | 0                 | 29       | 9      | 1           | 2          |
| V. Ibišević    | 14         | 0          | 2           | 0          | 1                 | 0                 | 0                 | 0                 | 15       | 0      | 2           | 0          |
| J. Kiesewetter | 2          | 0          | 0           | 0          | -                 | -                 | -                 | -                 | 2        | 0      | 0           | 0          |
| T. Werner      | 32         | 3          | 1           | 0          | 1                 | 0                 | 0                 | 0                 | 33       | 3      | 1           | 0          |